# Semiray Ahmedova

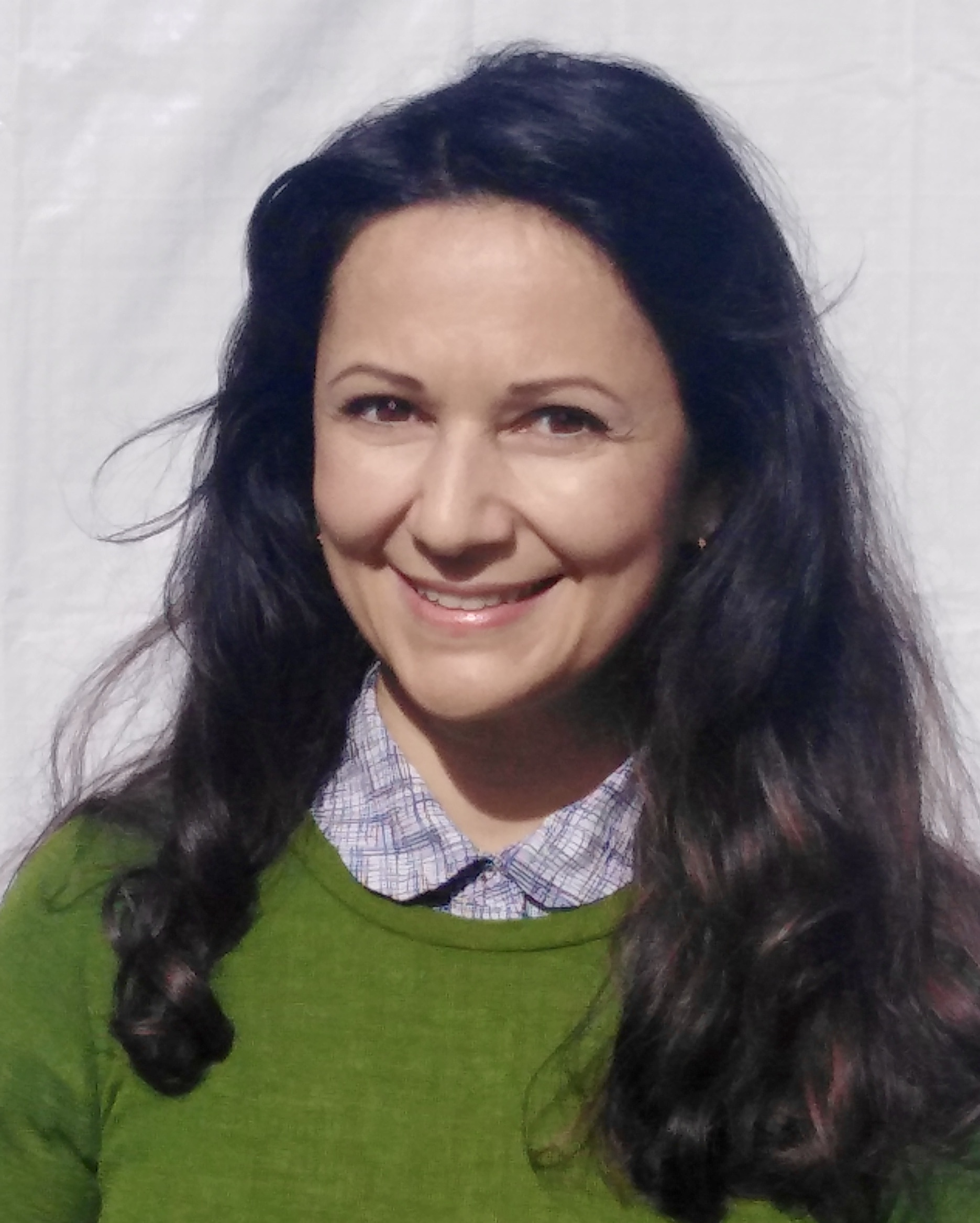
Semiray Ahmedova (2023)

Semiray Ali Ahmedova (geboren am 21. April 1981 in Sofia) ist eine bulgarisch-luxemburgische Architektin und Politikerin. Sie ist Mitglied der Grünen und seit Oktober 2019 Abgeordnete im Parlament des Landes.

## Leben
Ahmedova wurde am 21. April 1981 in der bulgarischen Hauptstadt Sofia geboren, seit Juni 2004 besitzt sie die luxemburgische Staatsbürgerschaft. Im Alter von neun Jahren floh sie mit ihren Eltern vor der kommunistischen Herrschaft. Sie ging in Düdelingen zur Schule und studierte anschließend in Brüssel Architektur und Stadtplanung. Zurück in Luxemburg arbeitete sie zunächst in einem Architekturbüro, dann als Beraterin für nachhaltiges Bauen bei der Agentur myenergy und schließlich im Ministerium für Landesplanung. Sie bezeichnet sich selbst als „Düdelinger Mädchen“ (luxemburgisch Diddelenger Meedchen).

## Politik
Ahmedova ist seit 2017 bei den Grünen aktiv. Bei der Kommunalwahl im gleichen Jahr bewarb sie sich vergeblich um einen Sitz im Gemeinderat von Düdelingen. Bei der Kammerwahl 2018 kandidierte sie im Wahlkreis Süden, landete aber, bei drei von den Grünen dort gewonnenen Mandaten, nur auf dem neunten Platz. Nachdem von den vor ihr platzierten aber Marc Hansen für den ins Kabinett gewechselten Félix Braz bereits in das Parlament eingezogen war, Martin Kox aufgrund des Verwandtschaftsverhältnisses zu seinem Bruder Henri gesetzlich nicht in Frage kam und auch drei weitere verzichtet hatten, kam Ahmedova anstelle des zurückgetretenen Roberto Traversini doch noch zum Zuge. Am 8. Oktober 2019 wurde sie als Abgeordnete vereidigt.
Ahmedova sieht die Schwerpunkte ihrer politischen Arbeit, neben den Bereichen Energie- und Umweltpolitik, vor allem in der Bekämpfung der zunehmend gestiegenen Preise auf dem Wohnungsmarkt.
Am 8. Oktober 2023 wurde Ahmedova bei der Kammerwahl 2023 nicht erneut in die Abgeordnetenkammer gewählt.